# Esaias Edelmann
Esaias Edelmann (* 6. Mai 1597 in Hohenmemmingen; † 15. März 1643 in Giengen) war während des Dreißigjährigen Krieges evangelischer Prediger und Pfarrverweser in Giengen.
Er studierte an der Universität Tübingen Theologie und schloss mit der Magisterwürde ab. Er wurde zum Priester ordiniert und bekam im Jahre 1626 die 2. Pfarrstelle als Prediger in Giengen. Neun Tage nach der Schlacht bei Nördlingen wurde Giengen am 5. Septemberjul. / 15. September 1634greg. durch einen Brand schwer geschädigt. Edelmann flüchtete mit der Gemeinde nach Ulm. Der erste Pfarrer namens Wilhelm kam anschließend nicht wieder zurück, sondern ging nach Setzingen. Esaias Edelmann amtierte somit bis zu seinem Tod, neun Jahre später, als Pfarrverweser.